# Apple Pay

Logo d'Apple Pay.

Apple Pay est un service de paiement mobile proposé par Apple.
Annoncé par Apple le 9 septembre 2014 lors d'une conférence de presse, ce service est lancé en octobre 2014 aux États-Unis, puis s'étend à d'autres pays.

## Historique
Dans le courant de l'été 2014, Apple a signé des accords de partenariat avec les leaders des cartes bancaires (Visa, MasterCard et American Express). Par ailleurs, Apple a signé des partenariats avec de grandes enseignes américaines (Subway, McDonald's, Target, Macy's, Walgreens, Nike, Walt Disney World Resort…) qui vont accepter les paiements par Apple Pay, totalisant 220 000 points de vente,,.
Début 2015, Apple Pay annonce représenter aux États-Unis deux tiers des dépenses effectuées via la technologie de paiement sans contact, pour les trois principaux réseaux de carte bancaires américains.
Le 8 juin 2015, lors de la WWDC 2015, Apple annonce que le système sera disponible au Royaume-Uni dès le mois de juillet. Il permet également d'être utilisé dans le réseau de transports en commun londoniens. Le 13 juin 2016, Apple annonce lors de la WWDC 2016 que le service Apple Pay sera disponible en France dans le courant de l'été 2016.

## Disponibilité

Disponibilité mondiale d'Apple Pay - Bleu foncé : Disponible (69 pays)

### Pays pris en charge
Apple Pay est actuellement pris en charge dans 78 pays.
| Date              | Prise en charge des cartes de paiement émises en/au                                  |
| ----------------- | ------------------------------------------------------------------------------------ |
| 20 octobre 2014   | États-Unis (sauf Porto Rico et les autres territoires non-organisés des États-Unis). |
| 14 juillet 2015   | Royaume-Uni (sauf les territoires britanniques d'outre-mer)                          |
| 17 novembre 2015  | Canada                                                                               |
| 19 novembre 2015  | Australie                                                                            |
| 18 février 2016   | Chine                                                                                |
| 19 avril 2016     | Singapour                                                                            |
| 9 juillet 2016    | Suisse                                                                               |
| 19 juillet 2016   | France                                                                               |
| 19 juillet 2016   | Monaco                                                                               |
| 20 juillet 2016   | Hong Kong                                                                            |
| 4 octobre 2016    | Russie (suspendu le 25 mars 2022)                                                    |
| 13 octobre 2016   | Nouvelle-Zélande                                                                     |
| 25 octobre 2016   | Japon                                                                                |
| 1er décembre 2016 | Espagne                                                                              |
| 7 mars 2017       | Irlande                                                                              |
| 7 mars 2017       | Guernesey                                                                            |
| 7 mars 2017       | Île de Man                                                                           |
| 7 mars 2017       | Jersey                                                                               |
| 29 mars 2017      | Taïwan                                                                               |
| 17 mai 2017       | Italie                                                                               |
| 17 mai 2017       | Saint-Marin                                                                          |
| 17 mai 2017       | Vatican                                                                              |
| 24 octobre 2017   | Danemark                                                                             |
| 24 octobre 2017   | Émirats arabes unis                                                                  |
| 24 octobre 2017   | Groenland                                                                            |
| 24 octobre 2017   | Finlande                                                                             |
| 24 octobre 2017   | Suède                                                                                |
| 4 avril 2018      | Brésil                                                                               |
| 17 mai 2018       | Ukraine                                                                              |
| 19 juin 2018      | Pologne                                                                              |
| 20 juin 2018      | Norvège                                                                              |
| 28 novembre 2018  | Kazakhstan                                                                           |
| 28 novembre 2018  | Belgique                                                                             |
| 11 décembre 2018  | Allemagne                                                                            |
| 19 janvier 2019   | Tchéquie                                                                             |
| 19 janvier 2019   | Arabie saoudite                                                                      |
| 24 avril 2019     | Autriche                                                                             |
| 8 mai 2019        | Islande                                                                              |
| 21 mai 2019       | Luxembourg                                                                           |
| 21 mai 2019       | Hongrie                                                                              |
| 11 juin 2019      | Pays-Bas                                                                             |
| 26 juin 2019      | Bulgarie                                                                             |
| 26 juin 2019      | Croatie                                                                              |
| 26 juin 2019      | Chypre (sauf la Chypre du Nord)                                                      |
| 26 juin 2019      | Estonie                                                                              |
| 26 juin 2019      | Grèce                                                                                |
| 26 juin 2019      | Lettonie                                                                             |
| 26 juin 2019      | Liechtenstein                                                                        |
| 26 juin 2019      | Lituanie                                                                             |
| 26 juin 2019      | Malte                                                                                |
| 26 juin 2019      | Portugal                                                                             |
| 26 juin 2019      | Roumanie                                                                             |
| 26 juin 2019      | Slovaquie                                                                            |
| 26 juin 2019      | Slovénie                                                                             |
| 2 juillet 2019    | Îles Féroé                                                                           |
| 6 août 2019       | Macao                                                                                |
| 3 septembre 2019  | Géorgie                                                                              |
| 19 novembre 2019  | Biélorussie                                                                          |
| 28 janvier 2020   | Monténégro                                                                           |
| 30 juin 2020      | Serbie                                                                               |
| 23 février 2021   | Mexique                                                                              |
| 30 mars 2021      | Afrique du Sud                                                                       |
| 5 mai 2021        | Israël                                                                               |
| 17 août 2021      | Qatar                                                                                |
| 5 octobre 2021    | Bahreïn                                                                              |
| 5 octobre 2021    | Palestine                                                                            |
| 2 novembre 2021   | Azerbaïdjan                                                                          |
| 2 novembre 2021   | Colombie                                                                             |
| 2 novembre 2021   | Costa Rica                                                                           |
| 18 janvier 2022   | Arménie                                                                              |
| 15 mars 2022      | Argentine                                                                            |
| 15 mars 2022      | Pérou                                                                                |
| 5 avril 2022      | Moldavie                                                                             |
| 9 août 2022       | Malaisie                                                                             |
| 6 décembre 2022   | Koweït                                                                               |
| 6 décembre 2022   | Jordanie                                                                             |
| 21 mars 2023      | Corée du Sud                                                                         |
| 18 juillet 2023   | Maroc                                                                                |

## Compatibilité

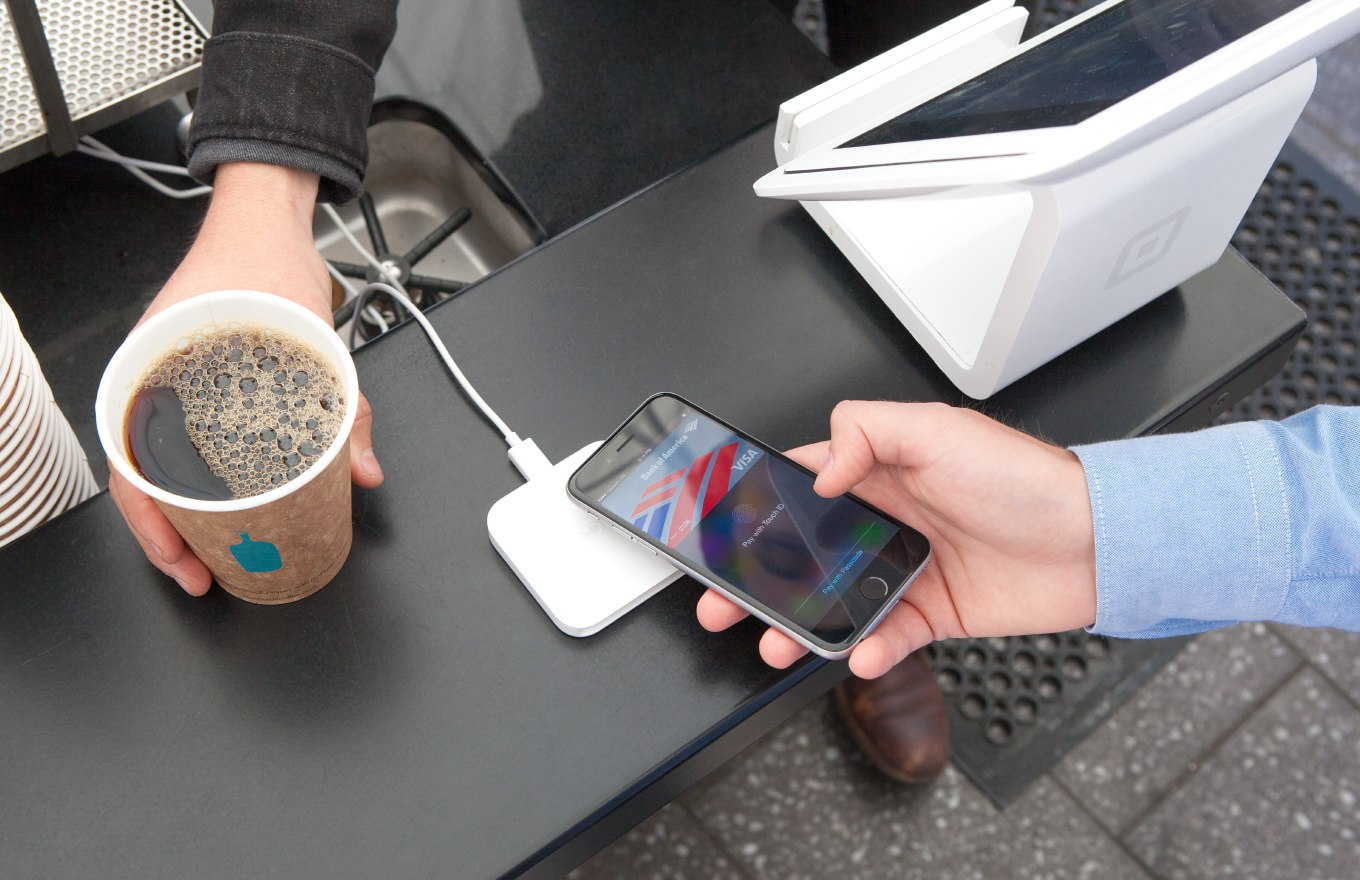
Payement avec Apple Pay

Ce service permet aux utilisateurs de payer avec leur carte bancaire via leur iPhone 6 et 6 Plus, iPhone 6s et 6s Plus, iPhone SE, iPhone 7 et 7 Plus, iPhone 8 et 8 Plus, iPhone X, iPhone XS et XS Max, iPhone XR, iPhone 11, iPhone 11 Pro et 11 Pro Max, iPhone 12 et 12 mini, iPhone 12 Pro, 12 Pro Max, iPhone 13, 13 Pro, 13 Pro Max, iPhone 14, 14 Plus, 14 Pro, 14 Pro Max, iPhone 15, 15 Plus, 15 Pro, 15 Pro Max, iPhone 16, 16 Plus, 16e, 16 Pro et 16 Pro Max ou leur Apple Watch dans des magasins physiques en utilisant la puce NFC et le capteur biométrique Touch ID, ou Face ID, selon le modèle d'iPhone.
Pour les appareils iPad équipés de la technologie Touch ID (iPad 5e, iPad 6e, iPad Air 2, iPad mini 3, iPad mini 4 et iPad Pro (9,7″, 10,5" et 12,9″)), il est possible d'utiliser Apple Pay pour régler des achats en ligne via les applications.

## Sécurité
Les informations de paiement sont enregistrées de manière chiffrée dans le téléphone dans un élément sécurisé. Un identifiant temporaire et unique est généré pour chaque transaction, ce qui permet de ne divulguer ni le vrai numéro de la carte bancaire, ni le nom du détenteur au vendeur et de ne pas bloquer sa carte bancaire en cas de perte ou de vol du téléphone.
L'authentification de l'utilisateur sur les transactions effectuées avec Apple Pay avec un iPhone 6 et 6 Plus, iPhone 6s et 6s Plus, iPhone SE, iPhone 7 et 7 Plus, iPhone 8 et 8 Plus, MacBook Pro, MacBook Air est effectuée grâce au capteur biométrique Touch ID. Pour l'Apple Watch, l'iPhone 6 et 6 Plus, l'iPhone 6s et 6s Plus, l'iPhone SE, l'iPhone 7 et 7 Plus, l'iPhone 8 et 8 Plus couplé avec la montre connectée doit se trouver à proximité et l'utilisateur doit appuyer deux fois sur le bouton de sa montre pour valider l'achat.
Concernant l'iPhone X, l'iPhone XS et XS Max, l'iPhone XR ainsi que tous les autres appareils dotés de Face ID, n’étant plus dotés du capteur d'empreinte digitale Touch ID, l'authentification pour la validation des transactions effectuées passe désormais par Face ID, le nouveau système de reconnaissance faciale multi-points. Il suffit donc de regarder en direction de son téléphone et le paiement est validé dès lors que le visage de l'utilisateur principal est reconnu.

## Voir Plus